# Nathan Ellington
Nathan Levi Fontaine Ellington (Bradford, 2 luglio 1981) è un ex calciatore inglese, di ruolo attaccante.

## Palmarès

### Club

#### Competizioni nazionali
- First Division: 1

Wigan: 2002-2003

### Individuale
- Squadra dell'anno della PFA: 1

2001-2002 (Division Three)
- Capocannoniere della Football League Cup: 2

2002-2003 (5 gol), 2008-2009 (6 gol)